# 다쏘 그룹
다쏘 그룹(Dassault Group) 또는 다쏘(Groupe Industriel Marcel Dassault SAS(프랑스어 발음: [daso], GIM Dassault 또는 Dassault Group)은 1929년 마르셀 다쏘(Marcel Dassault)가 마르셀 블로흐 항공기 회사(Société des Avions Marcel Bloch, 현 다소 항공)를 설립하면서 설립된 프랑스 기업 그룹이다. 아들 세르주 다쏘(Serge Dassault)가 설립했으며 2018년부터 다쏘시스템의 공동 창업자인 찰스 에델스텐(Charles Edelstenne)이 이끌고 있다.
챌린지스(Challenges)에 따르면 다쏘 가문의 총 순자산은 약 235억 유로로 추산된다.

## 자회사
- 다소 항공
- 다쏘시스템
- 베올리아
- SABCA